# Bipolar (álbum de NoWayOut)
Bipolar es el tercer álbum de estudio del grupo musical español de pop punk NoWayOut, que fue puesto a la venta en 25 de octubre de 2005. Este doble CD incorpora dos versiones de cada canción, una en inglés y otra en castellano. 

## Lista de canciones

### Versión en inglés
1. Secondary Effects
2. I'm Staying Here
3. My Own Way
4. Who Cares?
5. What I Loose, Part2
6. Disconnection
7. 27 (Don't Wanna Be Like You)
8. BCN
9. Taking Out The Garbage
10. Pin Up
11. Look At Me
12. Welcome To Japan

### Versión en español
1. Efectos secundarios
2. No voy a salir
3. Mi camino
4. Lejos de aquí
5. A lo perdido
6. Insomnio
7. 27 (sigo como siempre)
8. Día normal
9. Es la hora de las tortas
10. Desplegable
11. Mírame
12. Más que una mitad

- Datos: Q5728976